# Kunst im öffentlichen Raum in Hemer
Kunst im öffentlichen Raum in Hemer umfasst öffentlich zugängliche Plastiken, Skulpturen, Brunnen, Wandmalereien, Mosaike und Graffiti im Gebiet der sauerländischen Stadt Hemer.

## Hemeraner Kunstmeile
Die „Hemeraner Kunstmeile“ führt durch die Fußgängerzone in der Innenstadt und besteht aus vier beziehungsweise fünf Skulpturen.

## Weitere Kunstwerke
Die nachstehende Liste von weiteren Kunstwerken im öffentlichen Raum ist nicht vollständig. Sie wird kontinuierlich ergänzt.
| Bild           | Titel/Bezeichnung                            | Standort                                      | Künstler           | Entstehung | Anmerkungen |
| -------------- | -------------------------------------------- | --------------------------------------------- | ------------------ | ---------- | --- |
| weitere Bilder | Puschkin-Denkmal                             | Friedenspark Lage                             | Grigory Pototsky   | 1990       | Die 1,80 m große Bronzestatue des russischen Nationaldichters Alexander Puschkin steht auf einem 1 m hohen Steinsockel. Das Denkmal ist ein Geschenk der Hemeraner Partnerstadt Schelkowo und soll als Zeichen der Verständigung und Freundschaft zwischen dem deutschen und dem russischen Volk verstanden werden. Es wurde am 24. September 1994 feierlich eingeweiht. |
|                | Boot auf dem Frönsberg                       | Frönsberger Straße 71 Lage                    | Gordon Brown       | 1997       | Mit Metall überzogener Holzkörper am Weg der Be-Sinnlichkeit der Hans-Prinzhorn-Klinik. |
|                | Blatt                                        | Frönsberger Straße 71 Lage                    |                    |            | Metallskulptur am Weg der Be-Sinnlichkeit der Hans-Prinzhorn-Klinik. |
|                | Pferd                                        | Frönsberger Straße 71 Lage                    |                    |            | Metallskulptur am Weg der Be-Sinnlichkeit der Hans-Prinzhorn-Klinik. |
|                | ohne Titel                                   | Frönsberger Straße 71 Lage                    | Christa Zimmermann |            | Stahlskulptur auf dem Gelände der Hans-Prinzhorn-Klinik. |
|                | Woeste-Büste                                 | Albert-Schweitzer-Straße 1 Lage               | Herbert Lorenz     | 1997       | 30 cm hoher Bronzeabguss einer Terrakotta-Büste, die den in Niederhemer geborenen Sprachwissenschaftler Friedrich Leopold Woeste darstellt und vor dem Friedrich-Leopold-Woeste-Gymnasium aufgestellt ist. |
|                | Der Zöger                                    | Dorfplatz, Ihmert Lage                        |                    | 1997       | Auf Stein montiertes Stahlrelief als Denkmal für die „Zöger“ genannten Drahtzieher. |
|                | ohne Titel                                   | Ernst-Löwen-Park, Deilinghofen Lage           | Eduard Balbach     | 2007       | Das auf einem drei Tonnen schweren Ruhrsandstein befestigte, farbige Relief zeigt einen Bauern bei der Ernte. |
|                | ohne Titel                                   | Deilinghofer Straße Lage                      |                    | 2010       | Entenskulptur am Eingang Deilinghofen des Sauerlandparks. Die Holzente stand 2008 auf der Landesgartenschau Bingen. Dort symbolisierte sie, noch gelb bemalt mit rotem Schnabel, die Artenvielfalt der Tier- und Pflanzenwelt in den wasserdominierten Wäldern von Rheinland-Pfalz. |
| weitere Bilder | Scherben                                     | Ostenschlahstraße Lage                        | Frank Haase        | 2016       | Drei 2,50 m hohe Cortenstahlplatten, aus denen die Konturen von Menschen in Lebensgröße herausgeschnitten sind. Das Mahnmal erinnert an elf während der Naziherrschaft verschleppte und zum Teil ermordete Hemeraner Juden. |
|                | Ihmerter Dorfbrunnen                         | Dorfplatz, Ihmert Lage                        | Gottfried Schnell  |            | Sechseckiger Brunnen mit zwölf Platten, auf denen unter anderem Ihmerter Handwerksmotive, die Ihmerter Kirche und das Wappen dargestellt sind. |
| weitere Bilder | Graffiti am Bahntrassenradweg                | Mendener Straße, Becke Lage                   |                    | ab 2015    | Ursprünglich von 33 professionellen Sprayern gestaltete „legale Wand“ für Graffitikunst. |
|                | Graffito am Gebäude der Wilhelm-Busch-Schule | Iserlohner Straße 13, Westig Lage             |                    | 2005       | Entstanden im Rahmen eines Graffiti-Projektes. |
| weitere Bilder | Äskulap-Statue                               | Theo-Funccius-Straße 1 Lage                   | Walter Voß         | 1930       | Rund vier Tonnen schwere Sandsteinskulptur an der Fassade der Lungenklinik Hemer. Die Statue stellt Äskulap, den griechischen Gott der Heilkunst, dar. |
| weitere Bilder | Graffiti am Umspannwerk Hemer                | Seuthestraße/Ecke Elsa-Brandström-Straße Lage | Henning Feil       | 2021       | Die Graffiti am Gebäude des Umspannwerkes stellen den Weg des Stromes über Strommasten in sauerländischer Landschaft dar. Der Strom gelangt über Trafos in Steckdosen, die E-Gitarre und Boxen versorgen. |
|                | Partnerschaftsstele                          | Grohe-Platz Lage                              | Peter Steffens     | 2022       | Die Partnerschaftsstele neben dem Christopherus-Brunnen wurde im Rahmen der Feierlichkeiten zum Jubiläum der Stadt Hemer „950 Jahre Hademare“ am 13. Mai 2022 von Vertretern der Partnerstädte und Bürgermeister Christian Schweitzer enthüllt. Die rund 3 Tonnen schwere vierkantige Stele aus Anröchter Dolomit ist drei Meter hoch mit Kantenlängen von 60 Zentimeter. Auf ihr befindet sich ein 560 kg schwerer Quader. Wappen der sechs Partnerstädte sind auf den Seitenflächen des Quaders erhaben dargestellt. Auf drei Seiten der Stele sind kurze Beschreibungen zu den Partnerschaften in gesandstrahlter Schrift zu lesen. |